# Computerliebe (Die Module spielen verrückt)
Computerliebe (Die Module spielen verrückt) ist ein Song der deutschen Band Paso Doble aus dem Jahr 1984, der der Neuen Deutschen Welle zugerechnet wird. Die Musik stammt von Frank Hieber, der Text von Ulf Krüger. Produzenten waren Udo Arndt und Paso Doble. Bekannt wurde es auch durch die Coverversion von Das Modul aus dem Jahr 1995.

## Veröffentlichung und Rezeption
- Das Lied wurde 1984 über WEA Records vorab aus dem zweiten Album Fantasie als Single ausgekoppelt.[3] Sie erreichte Platz 15 der deutschen Single-Charts und war 17 Wochen platziert, vom 25. Februar bis zum 17. Juni 1985.[2][4]
- Paso Doble trat mit dem Song zweimal in der ZDF-Hitparade auf; am 27. März 1985 wurde das Duo per TED-Abstimmung auf den ersten Platz gewählt. Am 24. April 1985 durfte es den Titel daher erneut spielen.[5] Am 30. Januar 1986 folgte zudem ein Auftritt in der Sondersendung Die Superhitparade – Hits des Jahres ’85.
- 2008 wurde ein Remix des Songs als Computerliebe (Remake) auf dem Downloadsampler Hautnah veröffentlicht.[6][7]
- Am 17. Juli 2017 erschienen mit dem Titel Computerliebe 2K17 fünf verschiedene Remixe, an denen unter anderen DJKC (Kai Soffel) und Thomas Stein beteiligt waren.[8]
- 2024 veröffentlichte Paso Doble den Song modernisiert auf Deutsch und erstmalig auch auf Englisch.

## Coverversionen
Die Coverversion von Das Modul, die im Jahr 1995 bei PolyGram erschien, war kommerziell erfolgreicher als das Original. Sie erreichte Platz drei in Deutschland, Platz acht in Österreich und Platz elf in der Schweiz. Das Modul erhielt für die Single im selben Jahr die Goldene Schallplatte. Einige weitere Coverversionen des Songs wurden veröffentlicht, darunter:
- Blümchen (Computerliebe[11])
- Clit! (Computerliebe)
- Christian Petru (Computerliebe)
- Das Modul vs. E-Love (Computerliebe 7.1)
- Lorenz Büffel feat. Sven Florijan (Computerliebe (in St. Pauli sind die Lichter rot bei Nacht))
- De Lancaster feat. Lea Marie Kaiser (Computerliebe)
- Starsplash (Computerliebe)
- Tag & Nacht (Computerliebe)